# Makona FC
 (avril 2019).
Si vous disposez d'ouvrages ou d'articles de référence ou si vous connaissez des sites web de qualité traitant du thème abordé ici, merci de compléter l'article en donnant les références utiles à sa vérifiabilité et en les liant à la section « Notes et références ».
 (février 2024).
La mise en forme du texte ne suit pas les recommandations de Wikipédia : il faut le « wikifier ».
Les points d'amélioration suivants sont les cas les plus fréquents. Le détail des points à revoir est peut-être précisé sur la page de discussion.
- Les titres sont pré-formatés par le logiciel. Ils ne sont ni en capitales, ni en gras.
- Le texte ne doit pas être écrit en capitales (les noms de famille non plus), ni en gras, ni en italique, ni en « petit »…
- Le gras n'est utilisé que pour surligner le titre de l'article dans l'introduction, une seule fois.
- L'italique est rarement utilisé : mots en langue étrangère, titres d'œuvres, noms de bateaux, etc.
- Les citations ne sont pas en italique mais en corps de texte normal. Elles sont entourées par des guillemets français : « et ».
- Les listes à puces sont à éviter, des paragraphes rédigés étant largement préférés. Les tableaux sont à réserver à la présentation de données structurées (résultats, etc.).
- Les appels de note de bas de page (petits chiffres en exposant, introduits par l'outil «  Source ») sont à placer entre la fin de phrase et le point final[comme ça].
- Les liens internes (vers d'autres articles de Wikipédia) sont à choisir avec parcimonie. Créez des liens vers des articles approfondissant le sujet. Les termes génériques sans rapport avec le sujet sont à éviter, ainsi que les répétitions de liens vers un même terme.
- Les liens externes sont à placer uniquement dans une section « Liens externes », à la fin de l'article. Ces liens sont à choisir avec parcimonie suivant les règles définies. Si un lien sert de source à l'article, son insertion dans le texte est à faire par les notes de bas de page.
- La présentation des références doit suivre les conventions bibliographiques. Il est recommandé d'utiliser les modèles {{Ouvrage}}, {{Chapitre}}, {{Article}}, {{Lien web}} et/ou {{Bibliographie}}. Le mode d'édition visuel peut mettre en forme automatiquement les références.
- Insérer une infobox (cadre d'informations à droite) n'est pas obligatoire pour parachever la mise en page.

Pour une aide détaillée, merci de consulter Aide:Wikification.
Si vous pensez que ces points ont été résolus, vous pouvez retirer ce bandeau et améliorer la mise en forme d'un autre article.
Le Makona FC est un club de football guinéen basé à Guéckédou. 

## Historique
Le club du Makona FC porte le nom du fleuve Makona, qui prend le nom de Moa en entrant en Sierra Leone. La création du club remonte à la déclaration d'indépendance de la Guinée au mois d'octobre 1958.
Au temps du premier gouvernement du Président Sékou Touré, le gouverneur de la région de Guéckédou, Monsieur Toumany Sangaré, a pris en charge le destin de l'équipe du Makona FC. Durant ces toutes premières années, le Makona FC participe exclusivement à des rencontres fédérales organisées au niveau de la préfecture de Guinée forestière, car il n'existait pas encore de championnat national.
1964 : La coupe nationale a été organisée pour la première fois par la Fédération guinéenne de football. Cette coupe nationale, qu'on appelait coupe "PDG" (Parti démocratique de Guinée), se jouait entre les clubs de la ville de Guéckédou. Si le Makona FC a tout de suite réussi à se hisser au plus haut niveau, il n'a jouer à cette date aucune finale de cette compétition.
1973 : Le Makona FC se distingua à chaque compétition en obtenant de bons résultats.
1975-1976 : Le Makona FC se classe 5e du championnat national de 1er division. En coupe nationale, le club est éliminé en 16e de finale. 
1980-1981: Le Makona FC se classe 4e du championnat national de 1er division. En coupe nationale, le club est éliminé en 1/4 de finale. 
1982-1983: Le Makona FC se classe 4e du championnat national de 1er division. En coupe nationale, le club est éliminé en 1/4 de finale. 
1984-1985: Le Makona FC se classe 5e du championnat national de 1er division. En coupe nationale, le club est éliminé en 1/2 finale. 
1986-1987: Le Makona FC se classe 3e du championnat national de 1er division. En coupe nationale, le club est finaliste malheureux contre le club des militaires de l'ASFAG. Le Makona FC participe pour la première fois de son histoire à la coupe d'Afrique des clubs champions. 
1987-1988: Le Makona FC se classe 3e du championnat national de 1er division. En coupe nationale, le club est éliminé en 8e de finale. 
1988-1989: Le Makona FC se classe 3e du championnat national de 1er division. En coupe nationale, le club est demi finaliste de la coupe nationale devant le club phare de la capitale, le Horoya FC. Le club joue la coupe d'Afrique des clubs champions mais est éliminé au 1er tour devant l'AS Sotrade de Côte d'Ivoire. 
1990-1991: Le Makona FC est relégué en 2e division. Vainqueur de la coupe nationale.
1995-1996: Le Makona FC sort vainqueur du championnat de la forêt et remporte le trophée "Fasso Rene", du nom de l'ancien Secrétaire général de la Présidence. 
1996-1997: Après des matchs de barrage, le Makona FC retrouve l'élite avec la 1re division du championnat. 
1998-1999: En coupe nationale, le Makona FC est éliminé en 1/4 de finale. 
2000-2001: Classer dernier en championnat de 1er division, le club est relégué 2e division. 
2001-2011: Le Makona FC reste pendant cette période sans jouer aucune compétition de 2e division et est donc relégué en 3e division, faute de moyens financiers. 
2011-2012: Privatisation du Makona FC par l'AS Makona FC. Participation au championnat de la forêt.

## Palmarès
- Coupe de Guinée (1)
  - Vainqueur : 1990[1]